# Syngemester
Syngemester (alternativt korsyngemester) er en ældre betegnelse for lederen af en sangskole.
Titlen bruges forsat, DR KoncertKoret har syngemester Florian Helgath og Det Kongelige Teater har en korsyngemester til at lede indstuderingen af korsangernes repertoire.
Dirigenten Mogens Dahl har tidligere været syngemester ved Den Jyske Opera.